# 古画品录
《古画品录》是南朝齐、梁的艺术理论家谢赫所著的绘画论。《古画品录》分为两部分：序论--提出绘画六法论，画品。《古画品录》是一部较为系统完整的绘画品评专著｡渐成为后世整个中国画的品评标准｡

## 绘画六法
谢赫在《古画品录》中提出了完整的绘画六法论：
- 一 气韵生动是也，“气韵生动”这条纲领，决定了中国画重“神似”，与西洋画重“形似”的風格不同。
- 二 骨法用笔是也，学者对于谢赫“骨法”有多种解释：
  - 指人体的“骨相”
  - 指画的骨架。
  - 指线条的运用。
- 三 应物象形是也
- 四 随类赋彩是也
- 五 经营位置是也，“经营位置”就是顾恺之的“置陈布势”，就是构图学。
- 六 传移模写是也

也有的学者将谢赫的六法标点为：
- 一 气韵，生动是也
- 二 骨法，用笔是也
- 三 应物，象形是也
- 四 随类，赋彩是也
- 五 经营，位置是也
- 六 传移，模写是也

前兩字是項目別，後兩字是解釋項目的高低度。改以白話為：
一、有氣勢神韻生動嗎？
二、有獨特方法控筆嗎？
三、有照著外形比例嗎？
四、有隨著物體用色嗎？
五、有仔細規劃位置嗎？
六、有原創性或模仿嗎？
這是當時品畫時手上拿的積分標準表；這樣，一般作品很難拿高分，自無法被留傳。然評論是欣賞畫家作品貢獻與價值，藝術家創作是感受、直覺、原創，勿拿著框架框自己！

## 画品
谢赫将五代27位画家分为第一品至第六品 

## 延伸阅读
[在维基数据编辑]
 在维基文库阅读本作品原文